# Ролик Алла Миколаївна
Алла Миколаївна Ролик (18 квітня 1932, Київ, УРСР, СРСР — 9 січня 2023, Київ) — радянська, українська акторка театру та кіно.

## Біографія
Народилася 18 квітня 1932 року в Києві. З дитинства займалася танцями, відвідувала танцювальний гурток у Київському Палаці піонерів, але все перервала війна. Її батько добровольцем пішов на фронт і загинув під час оборони Києва. Алла з мамою до 1944 року жила в евакуації в Уфі. Після повернення до Києва стала займатися в художній самодіяльності, зігравши Валю Борц в постановці "Молодої гвардії".
У 1949 році вступила на акторський факультет Київського театрального інституту імені Карпенка-Карого на курс Неллі Влад, який закінчила в 1953 році і стала акторкою Миколаївського театру імені Чкалова. Відпрацювавши там два сезони, перейшла до Сімферопольського театру імені Горького, а в 1957 році була запрошена до Київського театру імені Івана Франка. 
Дебютувала в кіно в 1955 році у фільмі «Над Черемошем». Через два роки Ролик виконала свою найвідомішу роль — Ірину Котко в дитячому пригодницькому фільмі «Орлятко» (1957). 
У 1967—1988 роки акторка зв'язала свою творчу долю з Київським театром імені Лесі Українки.
З кінця 1980-х — на пенсії. Чоловік — Поляков Анатолій Васильович (1922—2005), чиновник Міністерства культури УРСР, завідувач кафедри театрознавства Київського театрального інституту імені Карпенка-Карого. Син — Сергій Поляков, програміст-математик, викладач КНУ ім. Тараса Шевченка.
Померла 9 січня 2023 року у Києві.

## Театральні ролі
«Роки мандрів», «Машенька», «В добрий час», «Дикарка», «Злочин і кара», «Чому посміхалися зорі», «Марина», «Дивна місіс Севідж», «Сватання на Гончарівці» та інші.

## Кіноролі
- «Над Черемошем» (1955, Марічка)
- «Орлятко» (1957, Ірина Котко)
- «Сватання на Гончарівці» (1958, Уляна)
- «Проста річ» (1958, епізод)
- «Літак відлітає о 9-й» (1960, Тамара)
- «Совість» (1974, Ксана, молода сусідка Волощука (4-я і 5-я серії)
- «Господиня» (1978, фільм-спектакль)